# Joutsa
Joutsa este o comună din Finlanda.